# Avenida Santísimo Sacramento
La Avenida Santísimo Sacramento, abreviada generalmente como Avda. Stmo. Sacramento, es una importante avenida de la capital paraguaya, Asunción. Se inicia en la Avenida Mariscal López (frente al Cementerio de la Recoleta) y termina en la Avenida Primer Presidente, donde choca por el Jardín Botánico y Zoológico de Asunción. Tras el cruce con la Av. Mariscal López, la Avenida Stmo. Sacramento cambia de nombre a Avenida Choferes del Chaco.

## Importancia
La importancia de la avenida radica en el hecho de que dicha avenida constituye uno de los principales ejes viales de la capital, y es junto a la Avenida Artigas, una de las más importantes avenidas de ingreso a la capital para los roquealonseños y limpeños, que se dirigen al centro de la ciudad.

## Lugares de interés
Los lugares importantes que se encuentran sobre esta avenida de suroeste a noreste son:
- Cementerio de la Recoleta
- Hospital Central del IPS
- Iglesia de la Santísima Trinidad
- Jardín Botánico y Zoológico de Asunción

### Instituciones educativas
- Colegio Aula Viva
- Colegio La Candelaria

## Infraestructura
La avenida está asfaltada en su totalidad. Su anchura varía de acuerdo a los barrios en los que pasa. La avenida es de doble sentido en toda su extensión.
- Datos: Q16301629